# Emil Herzog
Emil Herzog (født 6. oktober 2004 i Simmerberg) er en cykelrytter fra Tyskland, der er på kontrakt hos Red Bull-Bora-Hansgrohe.